# Saab Automobile
Pour les articles homonymes, voir Saab (homonymie).
Saab Automobile était le nom d'un constructeur automobile suédois issu du constructeur aéronautique du même nom. Ce nom est l'acronyme de Svenska Aeroplan AktieBolaget, qui peut se traduire par « société par actions d'aéroplanes suédois ». L'entité industrielle appartient à NEVS depuis l'été 2012 et continue ses activités sous la marque NEVS de l'été 2016 jusqu'à la disparition de NEVS en 2023.
Saab Automobile AB et Saab AB étaient depuis 1990 deux entreprises distinctes, mais à l'histoire commune.
Ancienne filiale du constructeur américain General Motors, la marque suédoise avait été rachetée par l'artisan néerlandais Spyker Cars le 26 janvier 2010, à la suite de la faillite de sa maison mère américaine, puis devait être cédé à deux industriels chinois fin 2011. Faute d'accords avec GM, le constructeur demanda sa mise en faillite le 19 décembre 2011. Le consortium sino-suédois National Electric Vehicle Sweden AB (NEVS) s'en portera finalement acquéreur en juin 2012, mais Saab et Spyker assigneront General Motors le 6 août 2012 pour avoir refusé les accords précédents avec deux industriels chinois.
L'ancienne filiale Saab Automobile Parts AB, renommée Orio AB, continue d'assurer la distribution des pièces détachées. En août 2015 est annoncée la fin des automobiles Saab, NEVS ayant l'interdiction d'utiliser la marque homonyme du constructeur aéronautique.
Le logo de la marque ressemblait à celui du constructeur de poids lourds Scania, Saab en ayant été une société sœur de 1964 à 1989.

## Histoire
Saab (Svenska Aeroplan Aktiebolaget) est née en 1937 de la volonté du gouvernement social démocrate de l'époque de doter la Suède d'une industrie aéronautique capable, en cette période troublée, de défendre la neutralité du pays. L'activité démarre par des constructions sous licence, puis elle décolle avec la création du premier avion de conception suédoise, le B 17, suivi du B 18, qui apparaîtra sur le logo décorant les modèles de la marque automobile dans les années soixante. Le retour à la paix et les incertitudes qui pèsent sur l'avenir de l'aéronautique vont conduire les dirigeants de l'entreprise à chercher une diversification. Les automobiles Saab vont naître en 1947 de la nécessité de ce redéploiement industriel.

### Naissance de la division automobile

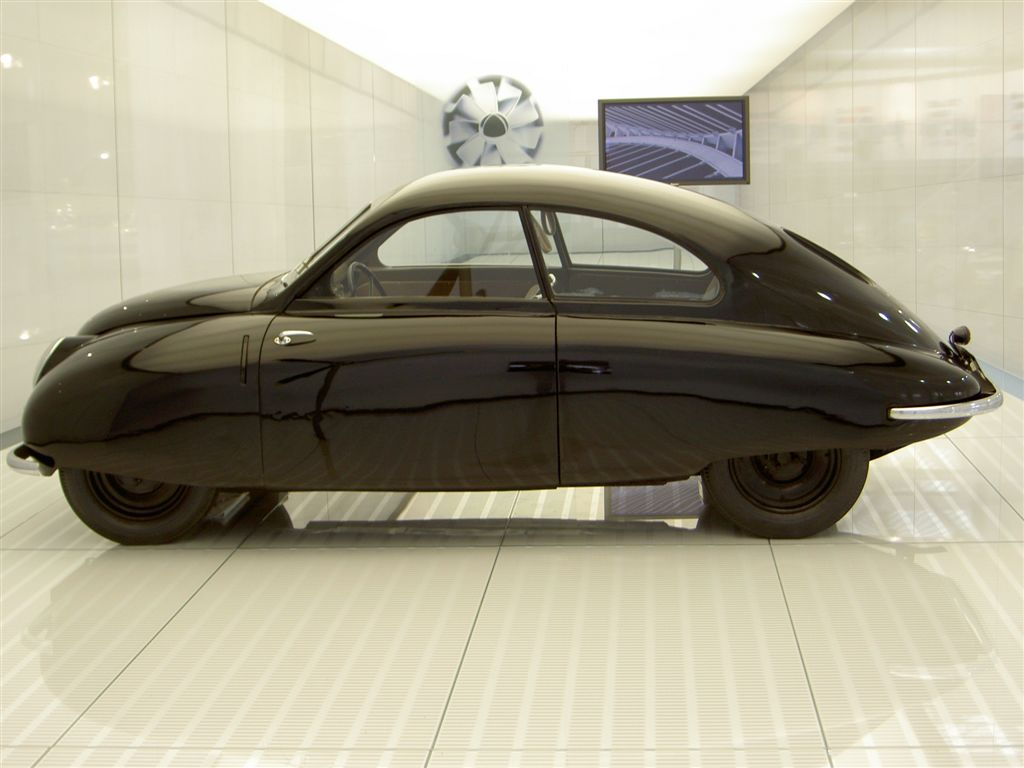
Saab 92001 (Ursaab).

La direction du projet, le développement d'un véhicule économique adapté au marché suédois, fut confiée à l'ingénieur Gunnar Ljungström, qui s'entoura d'une vingtaine d'ingénieurs et de techniciens de l'aéronautique. La légende ajoute que seuls deux membres du groupe possédaient un permis de conduire.
En moins de deux ans, ces passionnés parvinrent à transformer leurs compétences du domaine de la construction aéronautique en une solide connaissance des automobiles, sans pour autant renier leurs origines. Leur apprentissage méticuleux s'alimentait de modèles Opel, DKW, Hanomag et Adler. Le prototype UrSaab reçut par exemple les phares de la VW coccinelle.
La première Saab fut ainsi présentée à la presse et au public le 10 juin 1949. Dotée d'un profil semblable à celui d'une aile d'avion, elle ne ressemblait à aucune autre voiture commercialisée à cette époque. Le modèle industrialisé, redessiné par le designer industriel Sixten Sason (Karl-Erik Sixten Andersson), fut commercialisé dès décembre 1949 sous le nom de Saab 92. Animée d'un deux cylindres à deux temps de 764 cm3 d'origine DKW, elle développait une puissance de 19 kW pour atteindre 105 km/h en vitesse de pointe.
Encore partie intégrante du groupe Saab originel en 1945, la division automobile qui entre-temps intégra Scania en 1964 devint parfaitement indépendante dès 1990, prenant ainsi le nom de Saab Automobile AB au capital partagé à 50 % entre General Motors (GM) et Saab-Scania. Puis en 1995 le groupe Saab-Scania se divisa en deux compagnies distinctes ; Saab Automobile AB, qui appartiendra pour moitié à GM, et Scania AB. C'est en janvier 2000 que GM acquiert définitivement 100 % du capital.

### Saab-Scania (1969-1989)

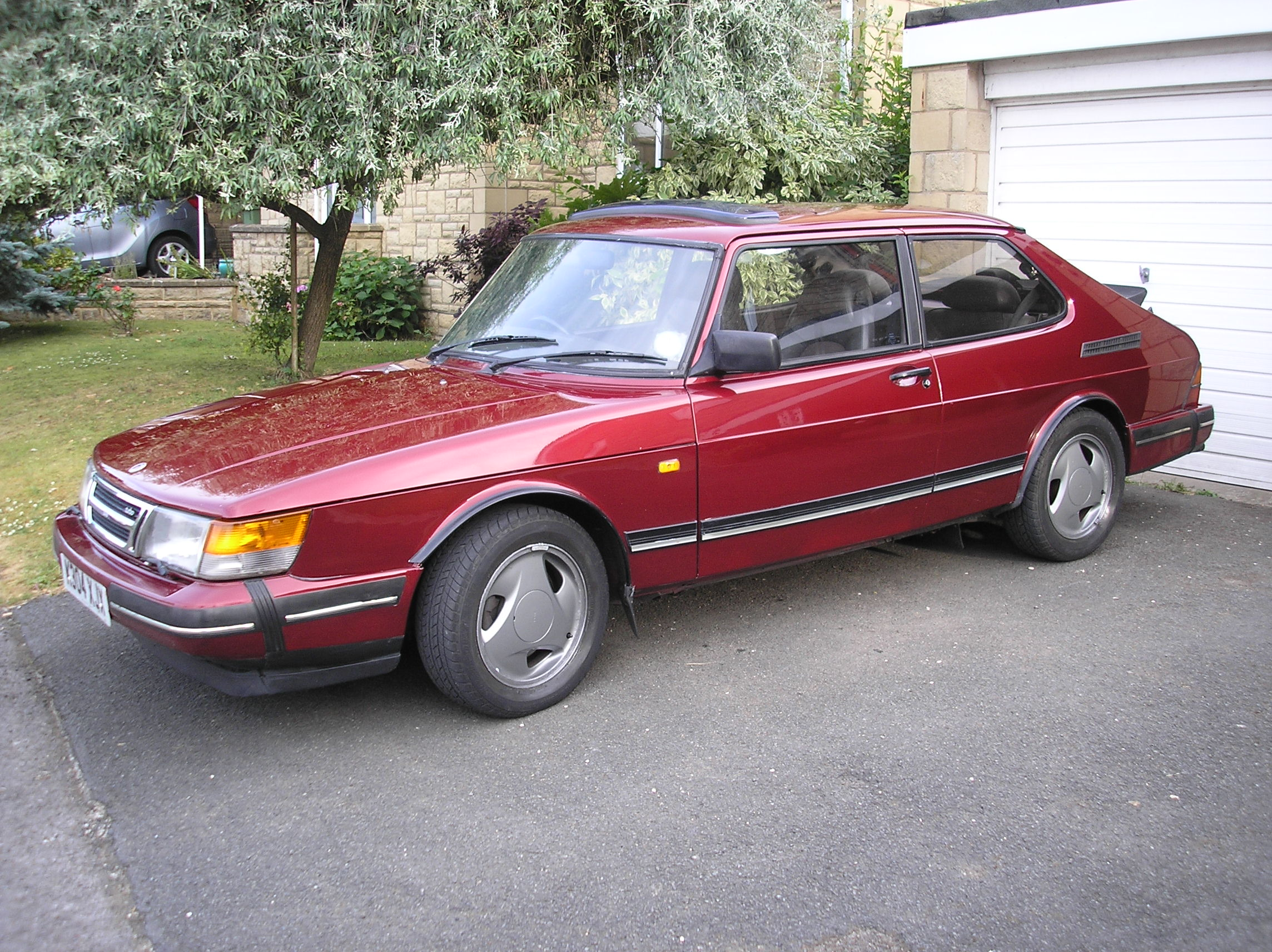
Saab 900 Turbo

En 1969, la division automobile Saab fusionne avec le constructeur suédois de véhicules industriels Scania-Vabis AB pour former Saab-Scania AB.
La gamme Saab 99 a été élargie en 1973 avec l'ajout d'un modèle coupé combi, un style de carrosserie qui est rapidement devenu une caractéristique de Saab. Grâce à son succès, la millionième Saab a été produite en 1976.
En 1974 voit le jour un curieux prototype de véhicule à vapeur, développé par l'ingénieur Ove Platell. Le véhicule développait 119 kW.
En 1978 Saab lance la Saab 900. Presque un million d'exemplaires seront produits, ce qui en fait le modèle Saab le plus vendu. La version cabriolet, lancée en 1986, est assemblée dans l'usine Saab-Valmet en Finlande, elle connait un grand succès commercial représentant près de 20 % des ventes du modèle.
Pour compléter sa gamme à la stricte destination des pays nordiques, Saab conclut un accord avec l'italien Fiat en 1978 pour sa filiale Lancia afin de vendre la Delta rebadgée en Saab 600.
En 1985 Fiat et Saab signent un accord industriel qui aboutit au lancement de la Saab 9000, sœur des Fiat Croma et Lancia Thema, qui seront toutes trois bâties sur la même plateforme (Tipo 4) et partageront de très nombreux éléments de carrosserie, dont les quatre portières notamment. 
La Saab 9000 s'inscrit dans une augmentation de la qualité et permet au constructeur de concurrencer des modèles de marque dites premium. L'Alfa Romeo 164 utilise également cette même plateforme, mais avec une carrosserie entièrement spécifique.

### Fin de l'ère GM

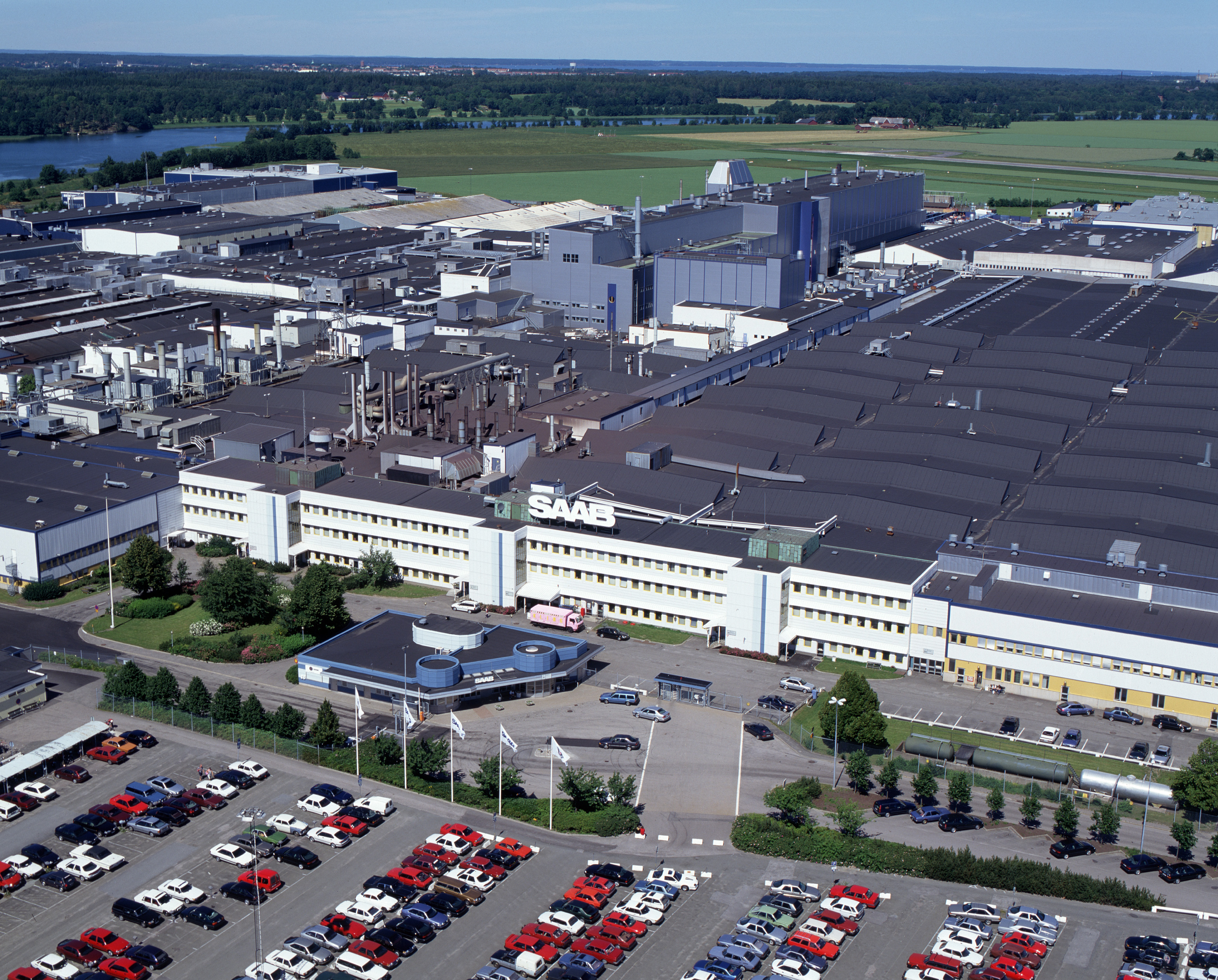
Usine Saab à Trollhättan

Début 2009, frappée comme nombre de constructeurs automobiles par la crise économique, GM souhaite se séparer de Saab Automobile AB, qui est alors mise en redressement judiciaire par le tribunal de Vänersborg. Cette procédure place la société dans une certaine protection temporaire face à ses créanciers et la sépare de facto de sa maison mère. Dans ce contexte difficile de l'industrie automobile, la production de SAAB chute fortement de 2007 à 2009, avec 95 000 voitures en 2007, 40 000 en 2008 et 20 800 en 2009.
En février 2009, Saab Automobile est officiellement mise en vente, sous l'égide de la Deutsche Bank, et menacée de fermeture en cas d'échec dans la sélection des repreneurs potentiels. Courant juin 2009 le suédois Koenigsegg, spécialisé dans les voitures sportives haut de gamme, signe un engagement officiel pour reprendre le constructeur, mais finira par se rétracter le 24 novembre 2009, devant la difficulté de refinancement.
Le constructeur néerlandais Spyker Cars, soutenu par la banque russe Covers Group, se pose alors en repreneur de la dernière chance, devant le concurrent canadien Magna International soutenu par la Sberbank. La date limite des négociations reste fixée au 31 décembre. Alors que Spyker est sur le point d'accéder au soutien financier de la Banque européenne d'investissement (BEI), General Motors estime que la transaction ne pourra se faire avant la date fatidique. La maison mère décide le 18 décembre 2009 de rompre les discussions, pour annoncer l'arrêt définitif des activités de Saab Automobile à partir de janvier 2010 et, à terme, sa disparition. Entre-temps, le constructeur américain annonce rester ouvert à toute autre proposition de rachat. De nouvelles offres apparaissent notamment chez Spyker Cars, Genii-Ecclestone, Merbanco et Samuelsson-Nygren. Après quantité de rumeurs et rebondissements, Victor Muller (Spyker Cars) et GM annoncent séparément au soir du 26 janvier 2010 la signature d'un accord de vente ; Saab Automobile AB est cédée au Néerlandais pour 400 millions de dollars, dont 74 millions en liquidités et 326 millions en actions préférentielles de la nouvelle entité Saab-Spyker. La vente sera finalisée courant février, avec le soutien d'un prêt de 400 millions d'euros de la Banque Européenne d'Investissement garanti par l'État suédois. Cet épisode aura engendré une mobilisation sans précédent de passionnés à travers le monde, notamment grâce à internet et au site SaabsUnited animé par Steven Wade, Australien de Tasmanie à qui Victor Muller annoncera prioritairement par téléphone la signature de l'accord, avant même la conférence de presse.

### Ère Spyker Cars
Le 23 février 2010 Spyker Cars annonce la finalisation de la vente, Saab Automobile et Spyker Cars resteront deux entités indépendantes sous l'égide de la maison mère Spyker Cars N.V. Toutes les activités sont réunies à Trollhättan, excepté la division pièces détachées et accessoires qui siège à Nyköping. Le Néerlandais commence par redémarrer la production de la nouvelle Saab 9-5, ainsi que celle du crossover 9-4X. Les ventes reprennent lentement, avec la 9-3 qui sera remplacée en 2012 par la nouvelle 9-3, première voiture entièrement développée sous l'ère Spyker Cars. Le renouveau de l'identité Saab conduit au renouvellement du tissu des partenariats industriels. Saab Automobile conclut d'abord un partenariat avec BMW et le Groupe PSA dès septembre 2010, pour un moteur 1,6 t essence 4 cylindres, tout en s'associant à l'américain American Axle Manufacturing (AAM) pour fonder l'entreprise e-AAM Driveline Systems, siégeant à Trollhättan, destinée au développement d'un système innovant de transmission intégrale électrique. Y participe l'un des fondateurs du système XWD, l'ancien ingénieur Saab Peter Johansson. En mars 2011, le constructeur signe un accord avec l'Allemand ZF Chassis Systems, pour l'installation d'une usine de développement et d'assemblage de châssis à Halvorstorp, à 3 km des usines Saab de Trollhättan. Sous le nom ZF Sverige AB, la filiale assemblera les châssis modulaires et essieux arrière réservés aux nouvelles Saab. Entre-temps, l'identité visuelle de la marque est confiée au designer Jason Castriota, qui présentera les orientations stylistiques avec le concept-car PhoeniX, au salon automobile de Francfort 2011. Et la holding Spyker Cars N.V. change de nom pour Swedish Automobile N.V. (Swan) en juin 2011.
Moins d'un an après l'acquisition, les sous-traitants exigent le financement immédiat de leur partenariat, les négociations sur un paiement différé avec intérêts n'aboutissent pas. IAC arrête ses livraisons le 31 mars, entraînant dans la foulée l'arrêt de l'usine. Après une brève reprise du travail, de nouveaux sous-traitants adoptent la même attitude et l'usine s'arrête complètement début avril. Le financement à court et moyen terme devient difficile en raison d'un refus du gouvernement suédois de la participation d'Antonov, et la production s'arrête à nouveau début juin. En dépit d'accords commerciaux avec les Chinois Pang Da et Youngman pour 245 millions d'euros, Saab doit, fin juin, reporter la rémunération de ses collaborateurs ; les fonds chinois étant bloqués jusqu'à l'approbation des accords par les autorités chinoises. Victor Müller continue toutefois de négocier avec l'office de la dette suédois, pour faire entrer au capital de l'entreprise de nouveaux investisseurs et assurer les liquidités à court terme nécessaires à la reprise de la production. En attendant la concrétisation de futurs accords et pour gagner du temps, Swan demandera le 7 septembre 2011 au tribunal de Vänersborg le placement de Saab Automobile sous protection de la loi suédoise sur les faillites. Ne seront concernées que Saab Automobile AB avec les filiales Saab Automobile Powertrain AB et Saab Automobile Tools AB. Et tandis que Vänersborg notifie son refus dès le lendemain, le tribunal de Göteborg reçoit le constructeur en appel et accorde finalement la protection, donnant à Saab trois mois pour se réorganiser.
En avril 2012, la dette de Saab s'élève à 13 milliards de couronnes soit 1,47 milliard d'euros selon le rapport de liquidation, cependant Saab ne peut couvrir qu'un tiers de sa dette évaluée à 3,6 milliards de couronnes soit 435 millions d'euros.

### Projet de vente à Pang Da et Youngman
Le 28 octobre 2011, Swedish Automobile N.V. annonce avoir signé un mémorandum d'acquisition avec les deux groupes chinois, le constructeur Youngman et le distributeur Pang Da pour la vente et l'achat de 100 % des parts de Saab Automobile AB et de sa filiale anglaise, contre paiement de 100 millions d'euros. Mais GM s'opposera à tout processus d'acquisition par des acteurs chinois, craignant une mise en concurrence avec ses propres accords de développement sur le marché chinois, notamment avec SAIC, et la fuite des brevets Saab qu'il détient sur les 9-5, 9-4X et 9-3 II. Le 19 décembre au matin, devant les veto successifs de GM, Victor Muller demande au tribunal de Vänersborg la mise en faillite de Saab Automobile, incluant Saab Automobile Tools AB et Saab Powertrain AB. Au soir le tribunal nomme les administrateurs Hans Bergqvist et Anne-Marie Pouteaux pour mener à bien l'opération. Et tandis que la communauté des passionnés organise des festivités planétaires de soutien le 14 janvier 2012, dans 40 pays, sous le slogan « We are many, we are Saab », le tribunal nomme un troisième administrateur à la demande du syndicat. Le juriste Kent Hägglund, du cabinet DLA Nordic, devra éviter les biais de jugement s'agissant entre autres des droits sur l'acronyme Saab et sur le logo au griffon.
Le 27 août 2012, Youngman et Spyker montent une coentreprise qui prévoit de fabriquer une voiture haut-de-gamme issue de la plateforme Saab PhoeniX. Youngman prévoit 29,9 % de participation au capital, c'est-à-dire 25 millions d'euros afin que l'entreprise elle-même en faillite puisse trouver les fonds nécessaires au développement de cette voiture. Le nom de Saab sur ces futures voitures portant sa technologie ne fut pas confirmé.

### NEVS relance Saab
Après d'interminables négociations, les administrateurs portent finalement leur choix sur un repreneur et annoncent, dans une conférence de presse le 13 juin 2012, la décision de vendre Saab Automobile à un consortium sino-japonais envisageant le développement de véhicules électriques : National Electric Vehicle Sweden AB (NEVS).
L'accord de vente, finalisé le 31 août 2012, concerne l'acquisition de Saab Automobile AB, Saab Automobile Powertrain AB et Saab Automobile Tools AB, les droits sur la plate-forme Phoenix, les outils, l'usine d'assemblage, le pôle recherche et développement, ainsi que toutes les parts sur les installations Saab de Trollhättan. Dirigée par son actionnaire principal, Kai Johan Jiang, l'entreprise NEVS entend développer des véhicules électriques sur la base de la plateforme Phoenix, ainsi que des Saab 9-3 électriques à partir d'une technologie japonaise. Les accords avec GM comprennent une licence pour la 9-3 II ; les 9-4X et 9-5 sont donc exclues de la future activité Saab.
La transaction entre Spyker et Nevs est achevée tardivement le lundi 3 septembre, soit plus d'un mois après son acquisition. Nevs s'engage à garder l'usine à Trollhättan et à employer des ingénieurs locaux pour la conception de la Saab 9-3 II électrique. Cependant, les nouvelles voitures serviraient prioritairement au marché automobile chinois, même si des exportations en Europe pourraient être envisagées. NEVS engage pourtant dès la fin 2012 des négociations avec Saab Automobile Parts et de nouveaux fournisseurs, en vue d'assurer la production de Saab 9-3 conventionnelles dénuées de pièces d'origine GM. Ce lancement devait assurer une transition plus fluide vers les 9-3 électriques équipées de batteries lithium-polymère (en) (Li-Po). Ce projet, confirmé en janvier 2013, prévoit le redémarrage des lignes de production pour août 2013. Nevs se donne pour objectif de produire 120 000 voitures par an à compter de 2016.
Le 10 janvier 2013, Nevs et la ville de Qingdao signent un accord pour la construction d'une usine automobile destinée à combler la capacité de production de l'usine de Trollhättan pour le marché chinois, cependant cet accord serait fortement mis en cause en raison des doutes sur la réelle stratégie de Nevs, alors soupçonné de délocalisation dissimulée. En mars 2013, Nevs investit physiquement les lieux du siège social à Trollhättan.
Le 22 août 2013, Saab redémarre les lignes de production de l'usine de Trollhättan, et la première Saab 9-3 à essence de pré-production sort des lignes le 18 septembre à 13 heures 22 minutes précisément, dans une version classique couleur argent dénuée des réarrangements du design. Son capot porte le nouveau logo rond, noir et argent, la poignée de coffre arbore l'acronyme SAAB, et l'identifiant de châssis passe du YS3 originel au nouveau YTN.
Le 2 décembre 2013, avec une cadence de 10 voitures par semaine, l'usine de Trollhättan produit la première Saab 9-3 (2.0L 220 ch) destinée à la vente sous l'ère Nevs ; disponible en Suède et en Chine. Une commande de 200 modèles 9-3 électriques est par ailleurs effectuée par la ville de Qingdao pour une livraison prévue en avril 2014 ; l'automobile est assemblée en Suède, les batteries installées en Chine. Le 16 janvier 2014, le constructeur annonce 31 voitures vendues dont la moitié achetées le jour même de la mise en vente. La majorité des acheteurs sont des distributeurs souhaitant vérifier la fiabilité et la qualité des pièces construites par NEVS.
En juin 2016 NEVS doit abandonner l'acronyme SAAB et décide de continuer ses activités sous sa propre marque, NEVS, scellant la disparition de la marque Saab Automobile.

#### Indépendance de Saab Parts AB (Orio)
La société Saab Automobile Parts AB, qui gère les pièces détachées pour le parc existant, reste indépendante et opérationnelle pour répondre à son obligation de garantir pendant 10 ans la fourniture de pièces détachées. Le 6 novembre 2012 Lennart Stahl, PDG de Saab Parts, annonce la création d'une filiale française pour alimenter 56 garagistes français. Elle sera dirigée par Phillipe Van der Meulen, ancien PDG de Saab France. Le 8 décembre, Saab Automobile Parts est nationalisée et passe sous le contrôle de l'Office national de la dette suédois. Ce transfert garantit à long terme la fourniture des pièces détachées. Depuis le 13 novembre 2013 la compagnie adopte une nouvelle identité, Orio, pour étendre la fourniture de pièces détachées à d'autres marques, en plus de Saab Automobile.

#### La marque et les emblèmes
Scania AB notifie à NEVS, le 16 août 2012, son refus de prolonger les droits d'utilisation du célèbre griffon à tête rouge couronné d'or. NEVS signe toutefois un accord avec Saab AB qui autorise l'acronyme SAAB sur les véhicules, puis présente le nouveau logo en janvier 2013 : un cercle gris contenant l'acronyme gris ou argent sur fond gris clair, de dessin semblable à celui qui ornait le volant des Saab de 1981 à 1984. Cette nouvelle identité visuelle est une réalisation du partenariat entre NEVS et le Stockholm Design Lab AB. La disparition du griffon est considérée par certains analystes comme la fin de la marque et de son identité. La marque disparaîtra définitivement en juin 2016, lorsque NEVS dévoilera le nouveau logo et la nouvelle marque des futurs véhicules : l'acronyme NEVS.

#### Origines de NEVS
NEVS est une jeune société de droit suédois, fondée au printemps 2012 par deux investisseurs pour concourir au rachat de Saab Automobile. Elle est détenue à 78 % par le Chinois National Modern Energy Holdings (NME Holdings), fondé par Kai Johan Jiang et spécialisé dans l'industrie écologique. L'investisseur japonais Sun Investment, fondé par Sanefumi Sammy Shoji, ingénieur et homme d'affaires spécialisé en véhicules électriques, joue un rôle de passerelle vers les technologies japonaises. Kai Johan Jiang, qui vit en Suède depuis ses études, dirige également Dragon Power, une entreprise chinoise de biocarburant. Nevs prévoyait de produire son premier véhicule électrique Saab en 2014.

#### Traitement des reliquats de l'ère précédente
En décembre 2012, 78 Saab de l'époque Spyker, dont des modèles d'étude uniques, sont vendues aux enchères. D'autres modèles de série fabriqués en 2012 sont vendus le 19 mars 2013. La vente aux enchères de 78 prototypes Saab aura pris fin le 3 avril 2013 pour un chiffre d'affaires de 13 millions de SEK. Parmi les modèles figuraient une 9-5 Aero Sportcombi de 2012, des 9-4X 3.0 V6 XWD et des 9-5 2.0 TiD4 Vector Sportcombi. Le 26 mars 2013, la Suède obtiendra une aide européenne de 5,5 millions d’euros pour reclasser les licenciés de Saab Automobile de la part du Fonds européen d'ajustement à la mondialisation.

#### Nouvelle crise
Le 20 mai 2014, contre toute attente, l'usine Saab de Trölhattan qui produisait 6 véhicules par jour est mise à l'arrêt par le service de réglementation suédois, faute de liquidités. Le fonds d'investissement de la ville de Qingdao, qui possédait 22 % de NEVS, manque en effet à ses obligations financières à la suite de l'affaiblissement de la trésorerie de la ville après la grave catastrophe industrielle de novembre 2013. L'arrêt est officiellement prévu pour 1 mois, mais Nevs recherche déjà d'autres partenaires, pour un partage de plateforme ou une entrée au capital,. Les noms des constructeurs Dongfeng et Mahindra sont dévoilés. Donfeng, déjà actionnaire de PSA, s'intéresse à la plateforme Phoenix pour développer des modèles électriques. Il souhaite une coopération technique en échange d'une entrée au capital qui permettrait de finaliser la plateforme de la Saab 9-3 troisième génération. Mahindra souhaite également utiliser la plateforme Phoenix en prenant 50 % du capital tout en participant au travail de recherche et développement, à l'image de l'indien Tata motors avec ses filiales Jaguar et Land Rover,,. En attendant, Nevs est forcé d'hypothéquer ses bâtiments et ses véhicules pour effectuer un emprunt de 58 millions de couronnes, le responsable de la communication Mikael Östlund tente de rassurer en ne parlant que d'une simple « poursuite de financement de l'entreprise ». Environ 100 consultants ont été licenciés en raison de la difficulté de l'entreprise à payer ses salariés en juin. La compagnie a notamment mis en gage ses paliers automobiles pour souscrire un autre emprunt de 38 millions de dollars pour payer ses taxes et ses frais. Saab Automobile s'endette à hauteur de 22,9 millions de couronnes (3,3 millions de dollars) auprès de 19 fournisseurs. Le principal créancier étant Euroform, fournisseur de mobilier de voiture, créditeur de 11,5 millions de couronnes. Le 12 août 2014, Saab est en cessation de paiement et ses dettes sont chiffrées à 50 millions de couronnes soit 5,4 millions d'euros. Le 24 septembre 2014, Saab est contraint de licencier 200 salariés soit un tiers de son effectif dans le cas de son redressement judiciaire,,,. À la suite de cette faillite, le groupe Saab interdit à Nevs d'utiliser son appellation pour sa communication et ses voitures. Le 29 novembre 2014, soit le dernier délai donné par le tribunal suédois, Saab ne trouve toujours pas de repreneur et se dirige donc vers une liquidation, mais le lendemain, le tribunal donne un sursis de 3 mois à Saab qui affirme avoir trouvé deux investisseurs asiatiques Dongfeng et Mahindra qui s'engagent le temps du sursis judiciaire à financer les frais courants de Saab soit 5 millions d'euros par mois,. L'entreprise est finalement restructurée le 15 avril et ressort donc du redressement judiciaire, cependant, la production reste à l'arrêt.
Le 21 juin 2016, NEVS renonce à utiliser la marque Saab pour vendre ses véhicules, commercialisés dès 2017 sous le nom NEVS.

### Une série de procès

#### Plainte contre General Motors
Le 6 août 2012, les constructeurs automobiles Spyker et Saab Automobile portent plainte aux États-Unis dans le Michigan contre General Motors, pour avoir provoqué de manière intentionnelle et par ses actions la faillite de Saab, en ayant refusé le projet de vente à Youngman de peur de se mettre en compétition contre Saab dans le marché chinois.
Les deux sociétés réclament 3 milliards de dollars américains, soit 2,3 milliards d'euros de remboursement de préjudice qui, selon le président de Spyker Victor Müller ancien propriétaire de Saab, représente la valeur du renflouement qu'aurait effectué Youngman si les accords avaient été menés à terme. General Motors est aussi accusé d'avoir publié de fausses informations concernant les droits que lui conféraient les contrats.
Les frais de procédure s'élèvent de un à deux millions de dollars. Un délai de 20 jours est donné à GM pour pouvoir répondre de la plainte le 26 août 2012. Mais le 24 août 2012, Spyker donne un sursis d'un mois à GM pour pouvoir répondre à la plainte. La réponse du géant américain est donc finalement attendue le 28 septembre 2012. Le 29 septembre 2012, General Motors refuse tout arrangement à l'amiable malgré le sursis donné par Saab. La plainte de Saab en justice est donc confirmée. En novembre 2012, GM effectue une demande d'irrecevabilité de la plainte pendant que Saab fait opposition à cette demande devant le tribunal. Le 11 juin 2013, le tribunal rejette la plainte de Saab pendant que Spyker examine la décision du tribunal pour prendre la décision de faire appel ou non,,,, puis fait appel le 20 juin 2013,,. Le 24 octobre 2014, la cour fédérale confirme la décision de rejeter la poursuite de Saab et Spyker.

#### Plainte de BMW contre Saab Automobile Parts AB
Le 24 août 2012, le constructeur bavarois BMW porte plainte contre Saab Automobile Parts pour ne pas avoir payé la livraison de moteurs qu'il a effectué en 2010. En effet, BMW avait conclu en 2010 avec Saab un accord portant sur la fourniture de moteurs quatre-cylindres essence turbo destinés à motoriser la future Saab 9-3 III de troisième génération. La 9-3 III n'ayant jamais vu le jour à la suite de la faillite de Saab, BMW réclame à Saab Automobile Parts AB, la filiale pièces détachées toujours opérationnelle, la somme de 2,6 millions d'euros, les pièces ayant été selon BMW Livrées, mais pas payées. Saab Automobile Parts dément toute responsabilité, et finit par gagner le procès le 15 janvier 2014, BMW devant payer en plus 2 570 000 couronnes de frais de justice,.

#### Arrestation de l'ancien Pdg de Saab
Le 21 mai 2013, trois hauts dirigeants de Saab dont l'ancien PDG Jan-Ake Jonsson sont arrêtés pour fraude comptable et fiscale. Le PDG de l'époque Victor Müller est quant à lui soupçonné d'avoir abusé de sa rémunération compte tenu de la situation de l'entreprise à l'époque (773 000 $ annuel) mais ne fait cependant pas partie des dirigeants qui ont été arrêtés, cependant il reste sur la sellette, la justice suédoise comptant lui imposer un interrogatoire,,,,. L'ancienne avocate générale Kristina Geers est aussi suspectée. Le 28 mai, les autorités locales annoncent finalement que Victor Müller n'est plus suspect. En 2014, Spyker subit une perquisition à son siège aux Pays-Bas plusieurs pièces ont été remises au procureur en chef suédois chargé de l'instruction Olof Sahlgren qui affirme que des procédures d'extradition sont en cours. Victor Müller finit par être remis en examen avec Jan-Åke Jonsson son prédécesseur, l'avocate générale Kristina Geers et les anciens directeurs Robert Schuyt et Rosmarie Soderbom le 19 février 2016.

#### Plainte de LaboTest contre Saab
Le 12 août 2014, Saab est mis en cessation de paiement à la suite d'une plainte par son fournisseur LaboTest qui réclame 150 000 couronnes suédoises, soit 16 320 euros, cependant, après un arrangement à l'amiable, Saab obtient un sursis le temps de pouvoir retrouver ses liquidités pour pouvoir payer ses dettes.

### Alliance avec Dongfeng Motor Corporation
En août 2015 NEVS annonce la signature officielle d'une étroite coopération avec le constructeur chinois Dongfeng Motor Corporation. L'accord prévoit une collaboration technique pour le développement de véhicules électriques, la production de véhicules sur un site de Tianjin, l'utilisation du réseau de distribution de Dongfeng MC, l'utilisation des installations de Trollhättan pour faciliter la diffusion de véhicules Dongfeng en Europe et du conseil technique pour la mise aux normes des véhicules Dongfeng à destination du marché européen et nord-américain. Ce partenariat est dans la logique développementale de Dongfeng, qui en 2012 détenait déjà 70 % du capital de T-Engineering AB, un laboratoire de recherche et développement situé à Trollhättan, issu de Saab Powertrain AB. NEVS aura préalablement lancé une campagne de recrutement d'ingénieurs dès juillet 2015 pour le site suédois.

### Disparition de la marque
Saab Automobile cessera d'exister sous l'acronyme SAAB le 21 juin 2016, pour adopter une nouvelle identité insufflée par NEVS. L'aventure se prolongera désormais sous l'acronyme NEVS, le site de Trollhättan ayant déjà abandonné toute référence à Saab dès 2014 dans son enseigne. Cette étape signe la disparition de la marque automobile Saab, et la transition vers un nouveau visage.

## Évolution de l'emblème
Si l'Ursaab portait la marque via un écu rouge à bords chromés, le véritable logotype du constructeur Saab présentait initialement l'acronyme en chrome sur fond bleu, perché sur des ailes chrome. Dès 1963 l'acronyme changera de casse de caractère, et se tiendra sur un avion bimoteur à hélice représenté de face, un Saab 18. L'ensemble apparaîtra d'abord simplement chromé, puis chromé sur fond bleu dans un trapèze isocèle aux coins arrondis. En 1984, à la suite de la fusion avec Scania, Carl Frederik Reuterswärd dessinera dans un double cercle le mythique griffon couronné, tiré du logo Scania-Vabis AB et emblème de la Scanie, sa région d'origine. L'animal, symbole de vigilance, était entouré de haut en bas des mentions Saab et Scania. Le 14 août 2000 sous l'ère GM naîtra un logo plus simple, rond, à fond bleu, où se tenait la tête de griffon rouge couronnée d'or surmontant l'acronyme Saab en blanc ou chrome. Le 14 janvier 2013, perdant la licence du griffon, le logo représentera l'acronyme SAAB entouré d'un cercle, en gris foncé sur fond gris pâle ou argent. Dessiné par le cabinet Stockholm Design Lab, il reprenait l'emblème classique figurant sur le volant des Saab entre 1981 et 1984. En juin 2016 la mention SAAB sera abandonnée au profit de la mention NEVS.

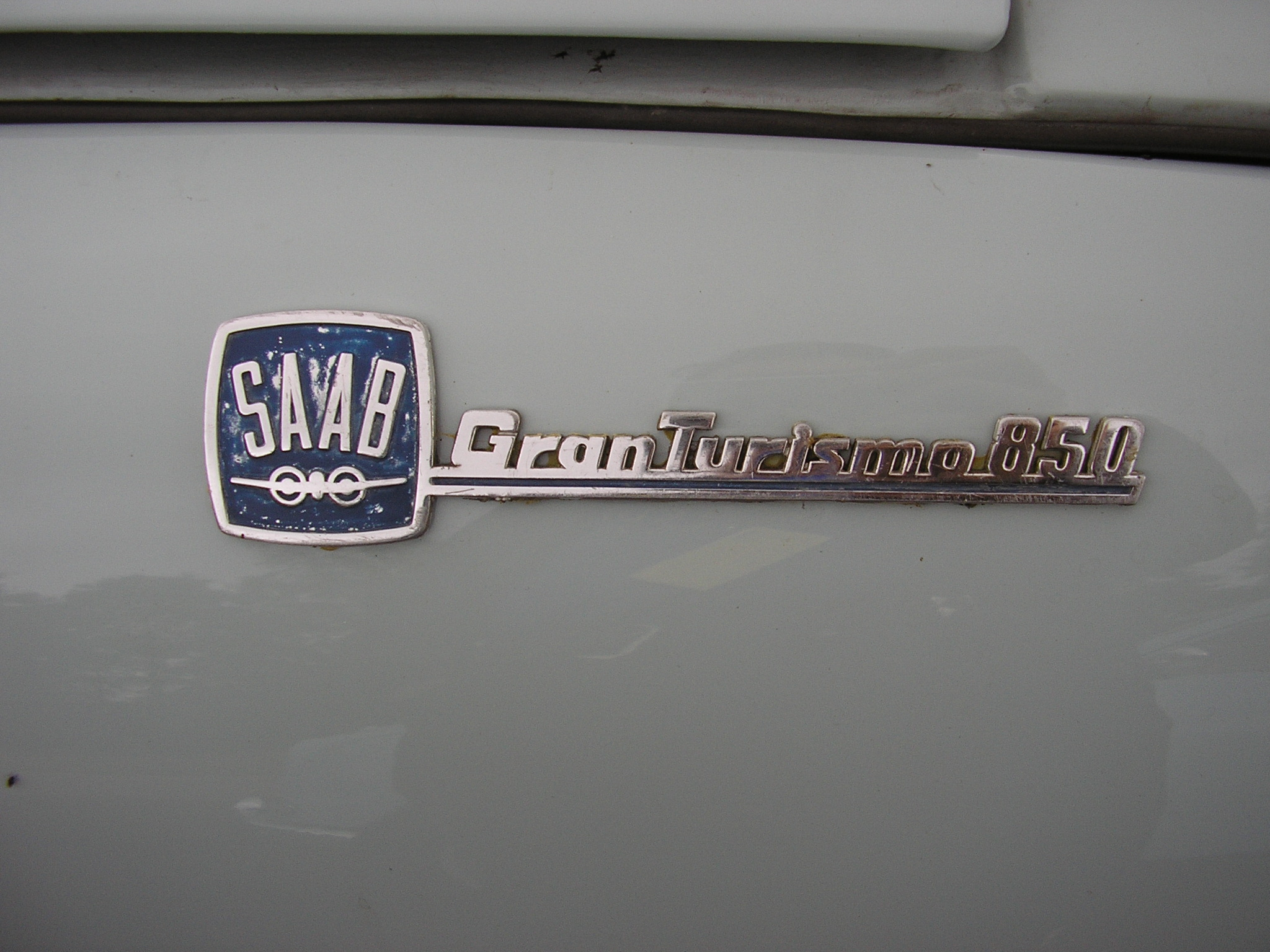
Dans la GT850 (1964).
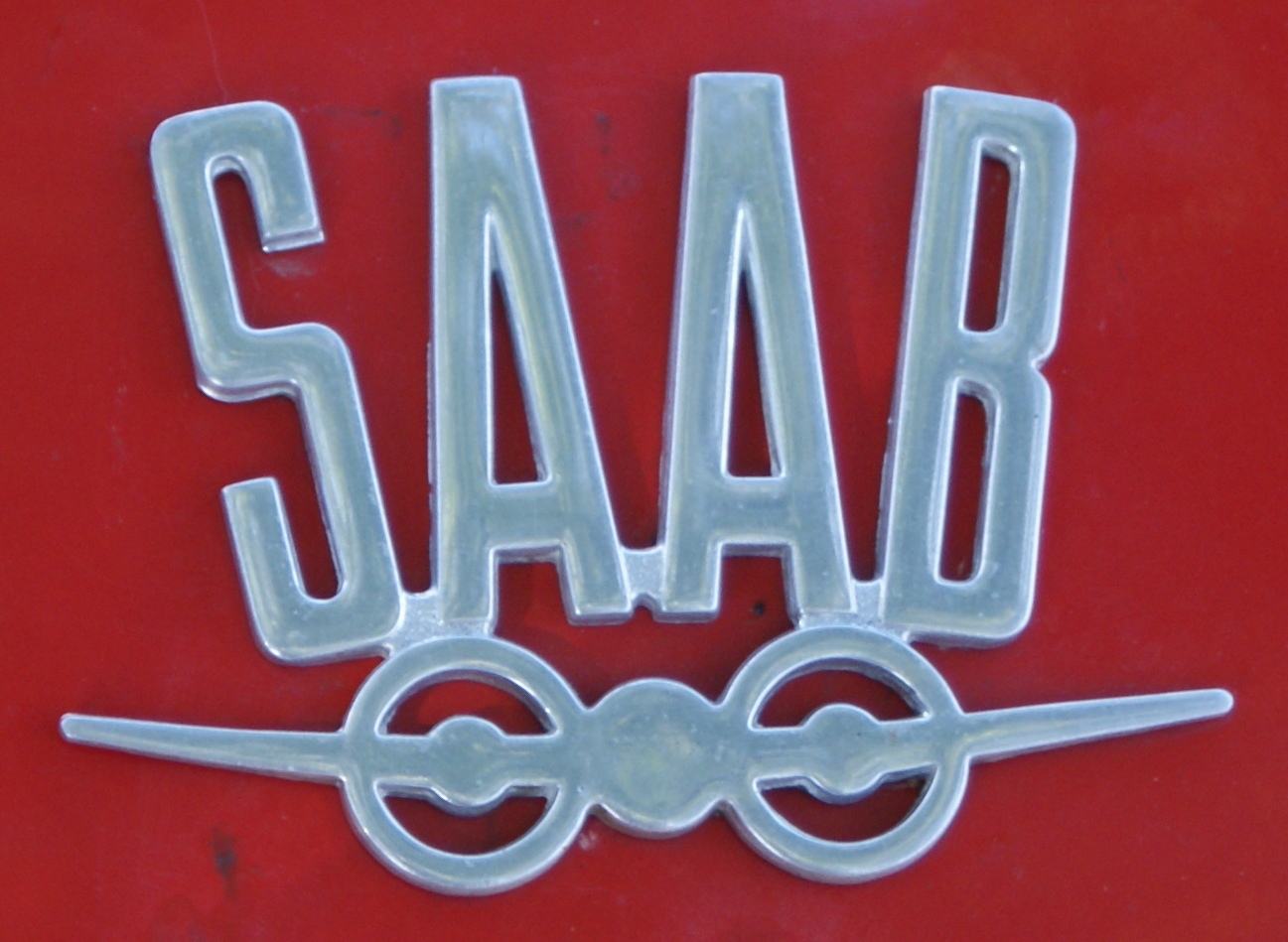
Sur Saab Sonett II (1966).
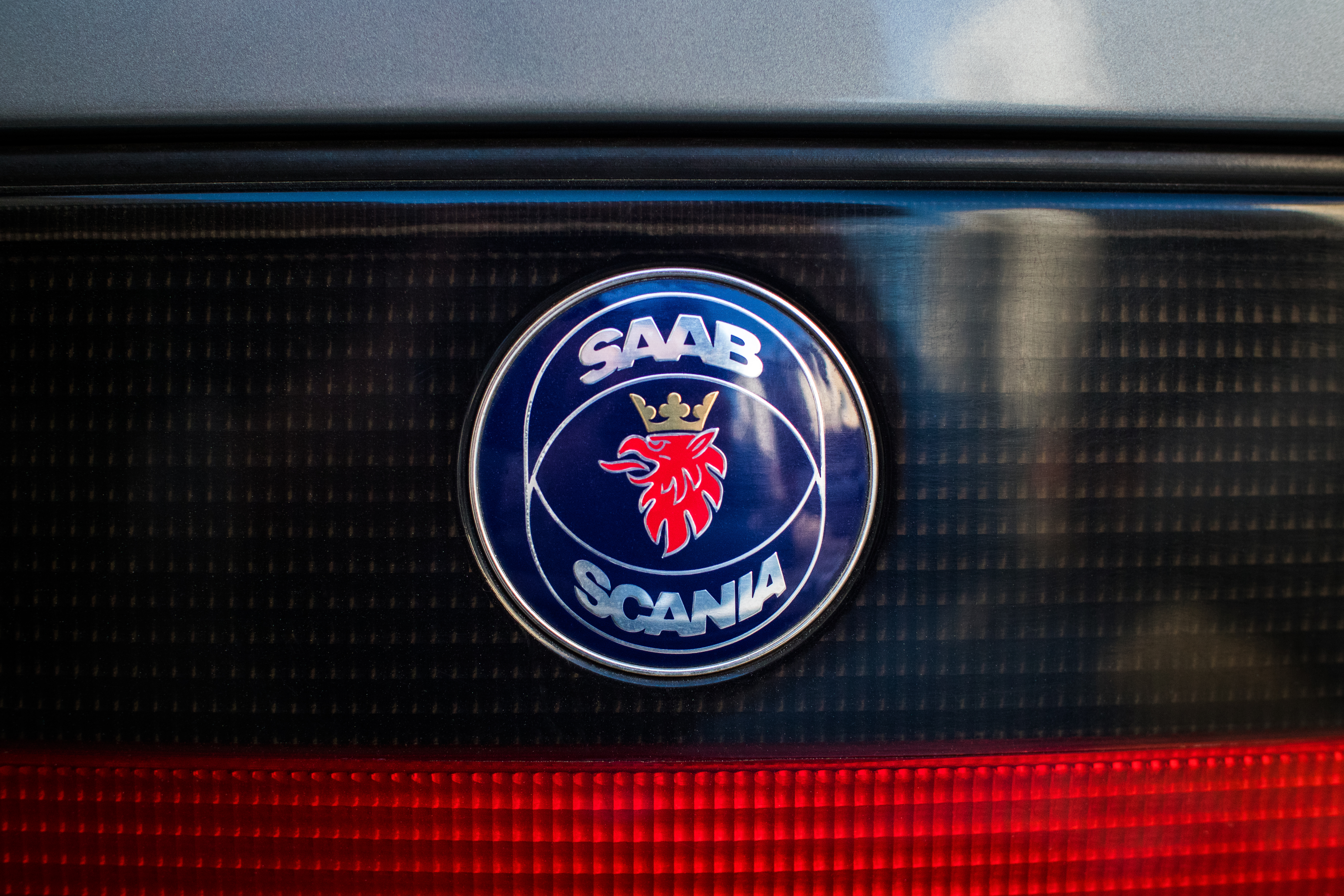
Logotype de Saab-Scania de 1984 à 2000.
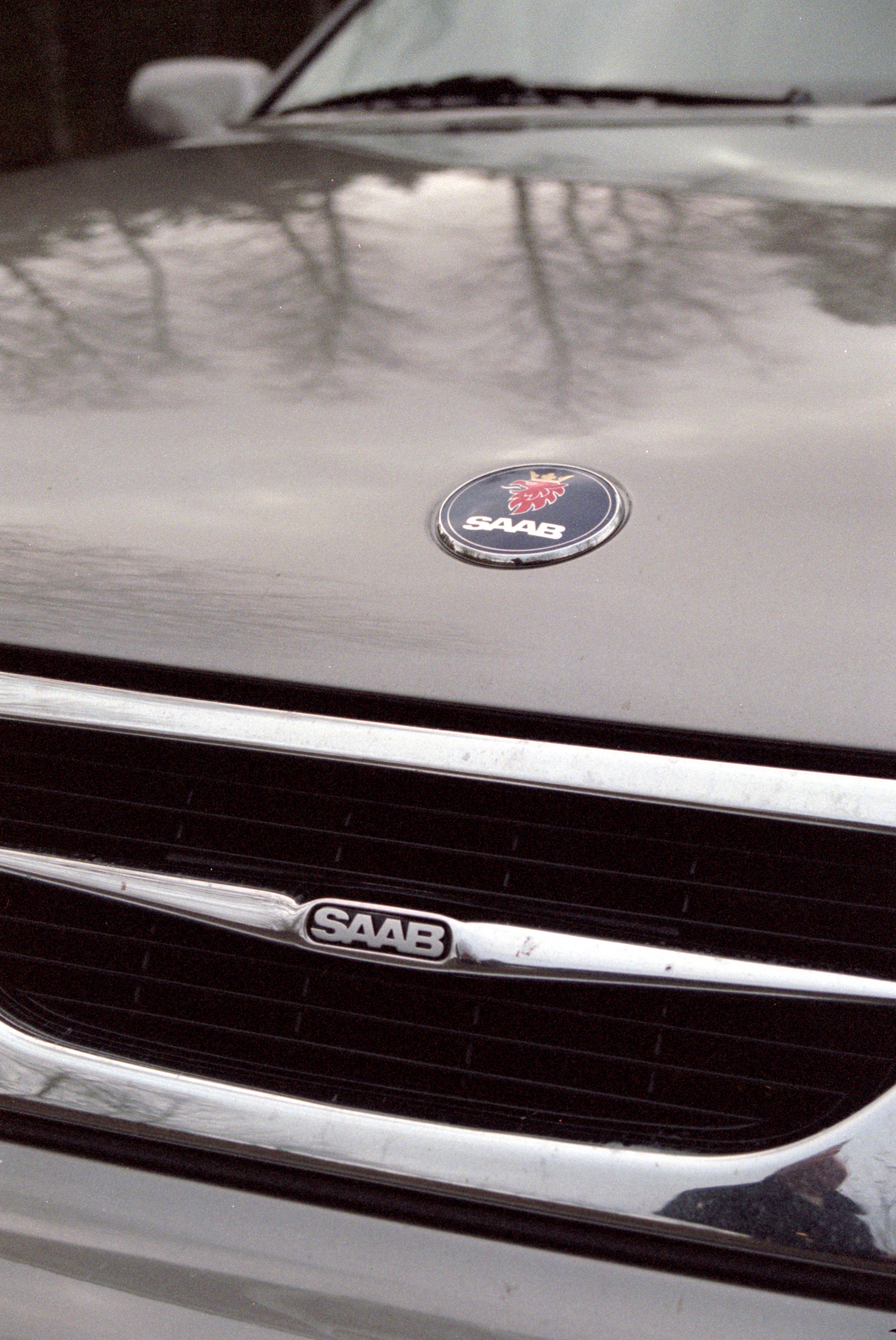
Logotype de Saab de 2000 à 2013 sur Saab 9-5 I.
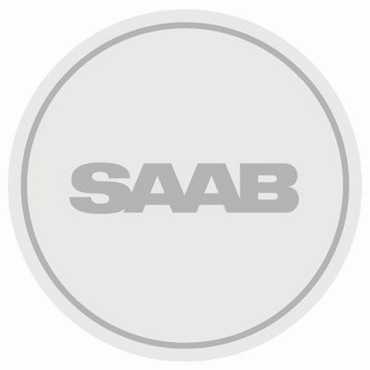
Logotype de Saab de 2013 à 2014.

## Orientation technologique

### Innovation et sécurité

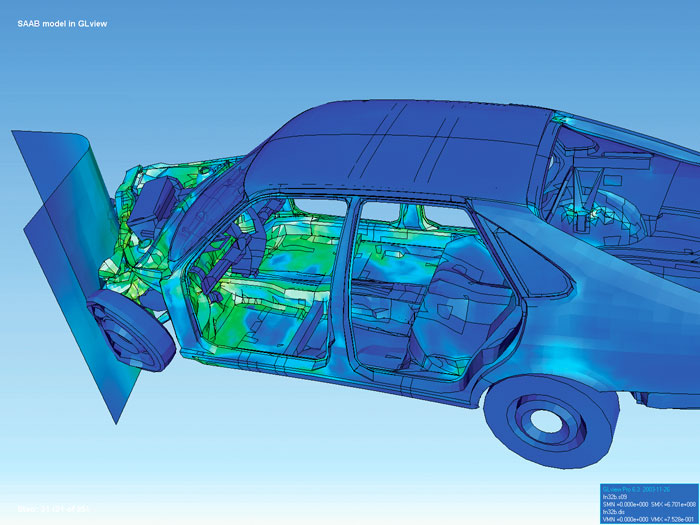
Déformation d'une 9-3.

L'histoire de Saab demeure très liée à celle de la sécurité et de l'innovation dans l'automobile. En effet, dès 1962 toutes les Saab se voient d'office équipées de ceintures de sécurité. Saab inventera également l'allumage automatique des phares (1969), les pare-chocs auto-réparateurs (1971), la protection contre l'impact latéral (1972), le filtre à pollen (1978), les plaquettes de frein sans amiante (1983), l'air conditionné sans CFC (1992), les appuis-têtes actifs anti-coup-du-lapin SAHR (1996), les sièges ventilés (1997). Autant d'équipements aujourd'hui standards, mais pour lesquels Saab s'est montré précurseur.
La sécurité par l'électronique fait également partie de la recherche et développement Saab. En 1992 déjà le constructeur expérimente les commandes électriques sur automobile, le drive-by-wire, pour remplacer le volant par un manche. Il cherche également à optimiser par ordinateur la gestion de la motricité. En 2007, le constructeur met à l'étude un système d'alerte pour la perte de vigilance du conducteur, le Driver Attention Warning System, basé sur un dispositif d'analyse des yeux par deux caméras infrarouges miniatures.
En 2011, à l'occasion de la présentation du concept PhoeniX, Saab présente un logiciel d'information et multimédia (infotainment), un système embarqué intégré à l'ordinateur de bord, basé sur le système d'exploitation Android de Google. Nommé IQon, il facilite l'interaction entre le conducteur, ses appareils et la voiture. Évolutif, des applications peuvent y être ajoutées sous couvert d'une vérification de compatibilité par Saab ; il était appelé à équiper les futures Saab. En 2012, la nouvelle 9-3 devait bénéficier du système eXWD développé conjointement avec Saab par e-AAM Driveline Systems AB, une assistance électrique à la transmission qui a pour particularité, entre autres, de proposer la première application du torque vectoring électrique. Il s'agit d'augmenter le couple sur la roue arrière extérieure au virage pour ajouter au véhicule une rotation que les roues directrices ne peuvent offrir, augmentant ainsi considérablement l'agilité sur routes sinueuses ou enneigées. Les autres constructeurs utilisaient jusqu'à présent le frein sur les roues intérieures (Audi, BMW).

### Moteurs turbocompressés

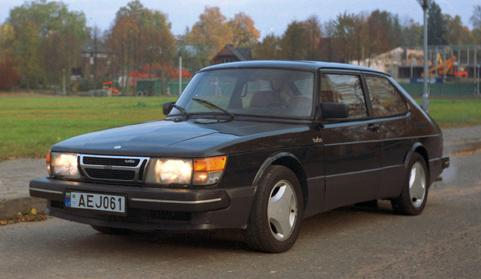
900 turbo 16 Aero (1984).

Une autre spécificité de Saab tient à la diffusion, à partir de 1976, de la technologie du moteur turbo auprès du grand public, ceci grâce à l'ingénieur Per Gillbrand. Auparavant, cette technologie apparue en 1902 se réservait quasiment à la compétition automobile puis au très haut de gamme ; notamment sur la Chevrolet Corvair Monza en 1962, la BMW 2002 en 1973 ou la Porsche 911 en 1975. Dès 1977, la première Saab équipée d'un moteur turbo-compressé apparaissait dans les concessions : la Saab 99 Turbo. Suivront les Saab 900 Turbo 16, ainsi que les modèles Aéro qui développent aujourd'hui jusqu'à 280 ch. Seuls les moteurs 2.0 essence de 130 ch et 1.8 essence de 122 ch sont dépourvus de cette technologie. En 1995, Saab réitère avec l'invention de Thomas Jansen ; un turbo asymétrique sur le 3.0 V6 B308 qui équipera la Saab 9-5 en 1999. Le principe d'entraîner la turbine à partir des gaz d'échappement d'un seul des deux bancs de cylindres est une première mondiale, notamment dans la gestion indépendante des deux bancs de trois cylindres. L'innovation strictement Saab prend une pause après le rachat de 2010, le constructeur signera un accord pour utiliser le moteur essence Prince développé par BMW et PSA dans les futurs modèles de l'ère Spyker Cars, sans suites.

### Conscience écologique

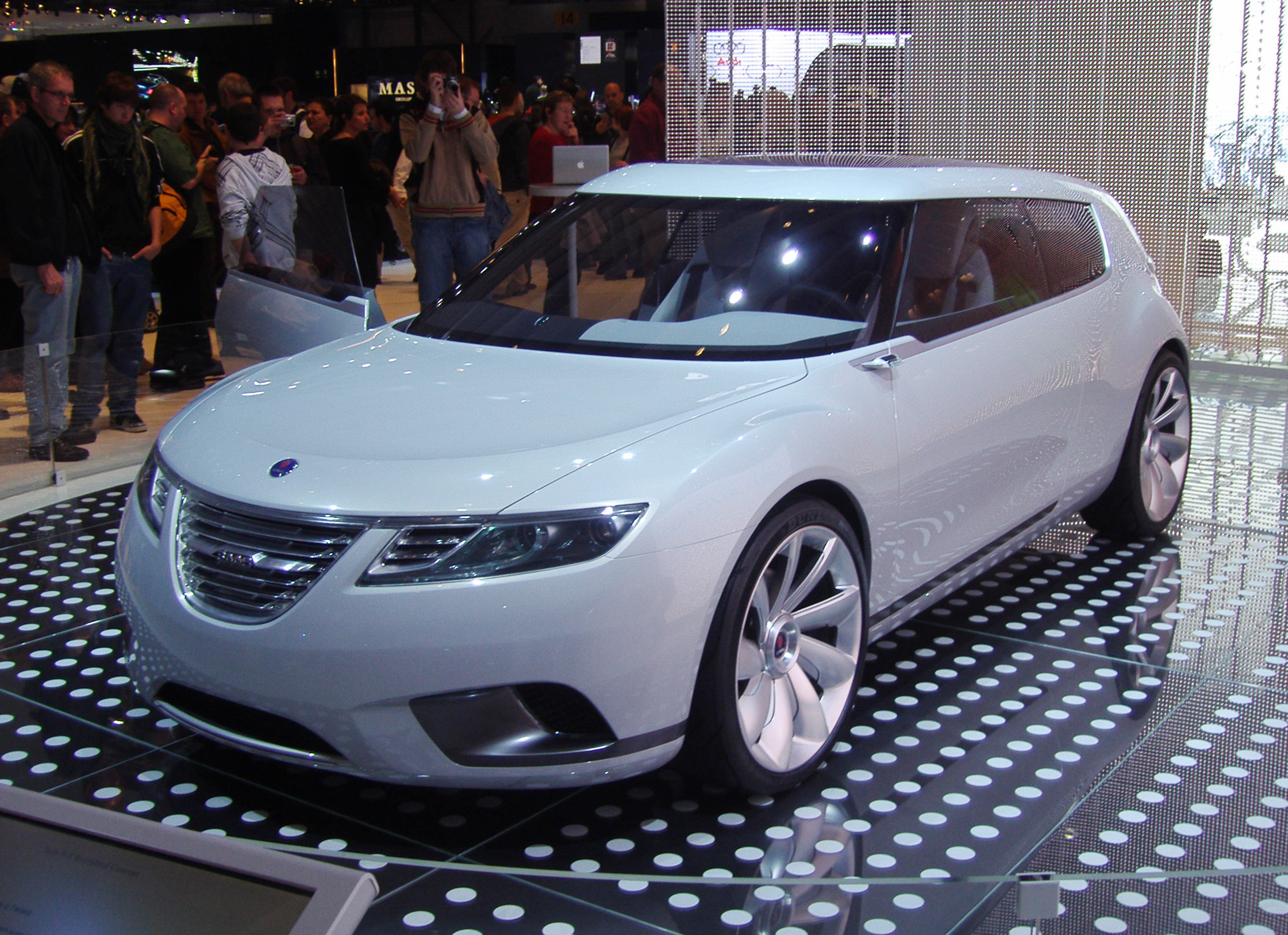
9-X BioHybrid à moteur hybride.

L'avenir de Saab s'oriente résolument vers les technologies automobiles à haute qualité environnementale. Déjà engagé sur la voie écologique avant l'heure, avec l'abandon de l'amiante en 1983 et des chlorofluorocarbones en 1992, le constructeur initie l'Europe à l'éthanol avec l'apparition en 2005 de ses moteurs BioPower turbo à injection directe, mis au point par l'équipe de Kjell Bergström. Compatibles avec l'essence sans plomb, ils sont optimisés pour le Superéthanol E85 issu, en Suède, de la biomasse non agricole. Saab travaillait également sur des solutions hybrides, avec le test d'un prototype sur base 9-3 dès septembre 2005 sous la direction de Tommy Lindholm. La marque prévoyait également l'installation de cellules photovoltaïques sur le toit de ses véhicules, assurant la recharge de la batterie, et une alimentation électrique du turbo destinée à soulager la charge du moteur. Enfin, Saab Automobile participait à un programme suédois pour le développement d'une voiture électrique civile, la True Electric ZE 9-3 (Zero Émission), en partenariat avec ElectroEngine in Sweden AB, Innovatum AB, Boston-Power Inc. et Power Circle. L'assemblage d'une centaine de Saab 9-3 Aero électriques était prévu pour 2010, et ce seront finalement des 9-3 ePower Sport Hatch assemblées dès 2011 qui entameront des essais en Suède.
Le nouvel élan donné par NEVS en 2012 voue la marque aux véhicules électriques dès 2014, avec des 9-3 II équipées de batteries japonaises et de futurs modèles basés sur la plate-forme hybride Phoenix. Ces derniers ne porteront finalement jamais la marque Saab.
L'échec commercial de la 9-3 II électrique et du nouveau SUV, le Hengchi 5, amènera la marque NEVS à sa propre disparition.

## Modèles

### Derniers modèles
- Saab 9-3 (2002), routière.
- Saab 9-3 Cabriolet II (2003)

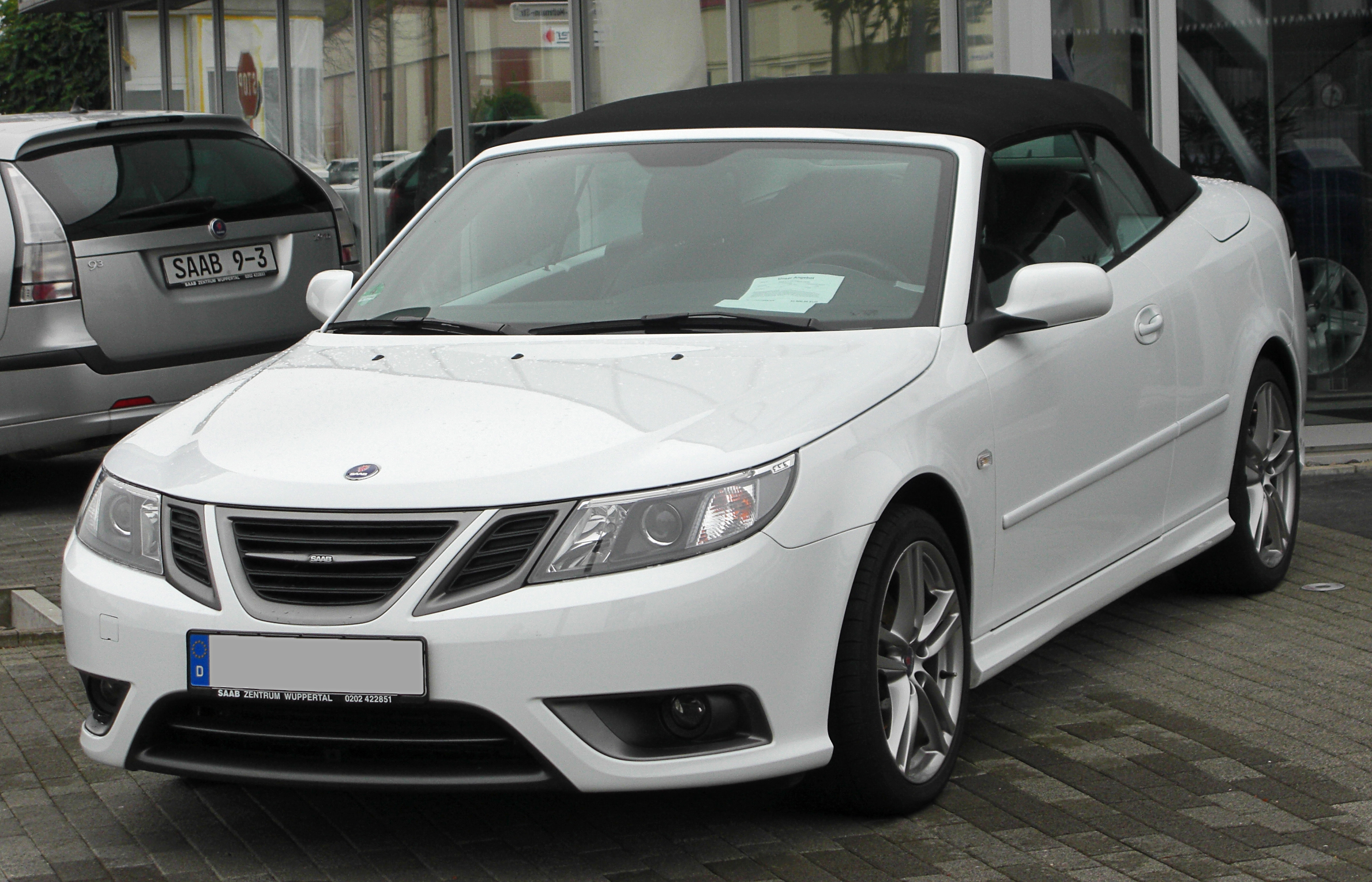
Cabriolet 9-3 II de 2010.

- Saab 9-3 Sport-Hatch, break (2005)
- Saab 9-3X, crossover (2009)
- Saab 9-5 II berline (2010)
- Saab 9-5 II Estate break (2011)
- Saab 9-4X, crossover (2011)

### Modèles anciens
- Saab 92 (1949-1956)
- Saab 93 (1955-1960)
- Saab 94 (1956)
- Saab GT750 (1958-1962)
- Saab Sport (1964-?)
- Saab Formula Junior (1960)
- Saab 95 (1959-1978)
- Saab 96 (1960-1980)
- Saab 97 (1966-1974)
- Saab 99 (1968-1984)
- Saab 90 (1984-1987)

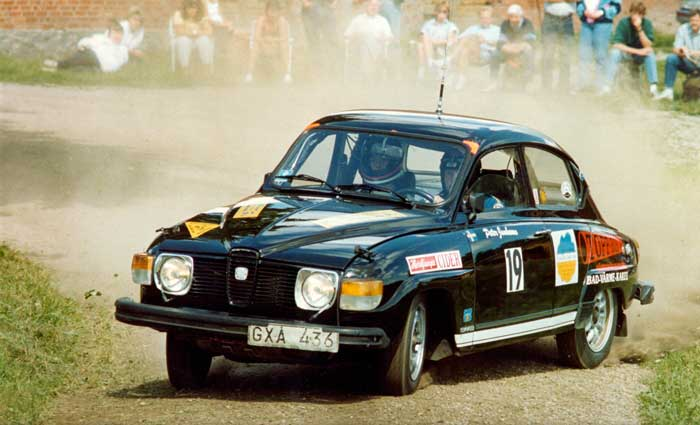
SAAB 96 V4 en pleine course

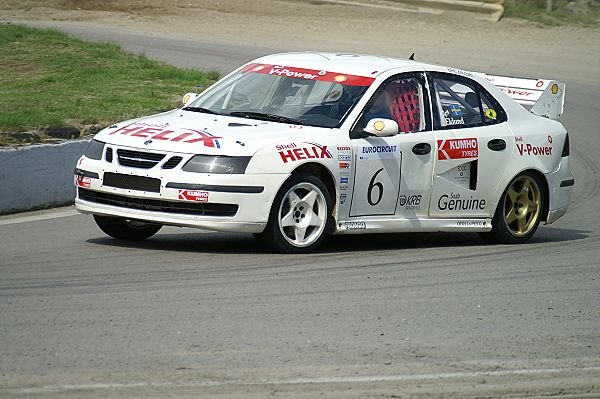
9-3II pilotée par Per Eklund en 2006

- Saab 900 (1978-1993) (Version classique, le cabriolet resta en production jusqu'en 1994)
- Saab 900 NG (1993-1998) (Nouvelle Génération)
- Saab 9000 (1984-1998)
- Saab 9-3 (1998-2002) (Base de 900 NG)
- Saab 9-3 Cabriolet (1998-2002)
- Saab 9-5 I Berline (1998-2009), grande routière, redessinée depuis décembre 2005.
- Saab 9-5 I Estate (1998-2010), grand break, redessiné en décembre 2005.
- Saab 9-2X (2004-2006), Subaru Impreza modifiée, produite au Japon pour le marché nord américain.
- Saab 9-7X (2004-2009), tout-terrain sur base de Chevrolet pour le marché américain, disponible en version essence uniquement. Il n'est pas importé par la marque Saab en France, mais par un distributeur Saab (Espace Défense Automobiles).
- Saab Sonett, quatre versions, voir Saab 94 et 97.
- Saab 600
- Saabo (1964-1968), caravane Saab.

### Véhicules expérimentaux et prototypes
- Ursaab (1946)
- Saab Monster (1959)
- Saab Quantum (1962-1963)
- Saab Catherina (1964)
- Saab MFI13 (1965)
- Saab Paddan, ou « Toad » (1966)
- Saab 98 (1974)
- Saab EV-1 (1985)
- Saab 9-X (2001)
- Saab 9-3X Coupé (2002)

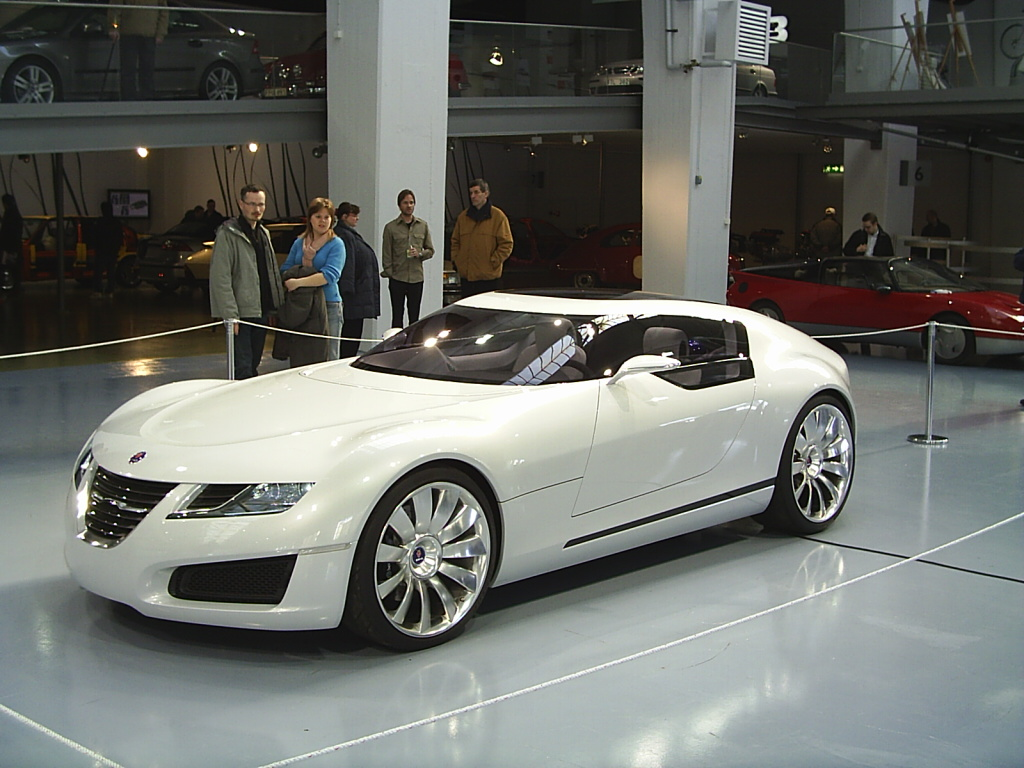
Saab Aero-X

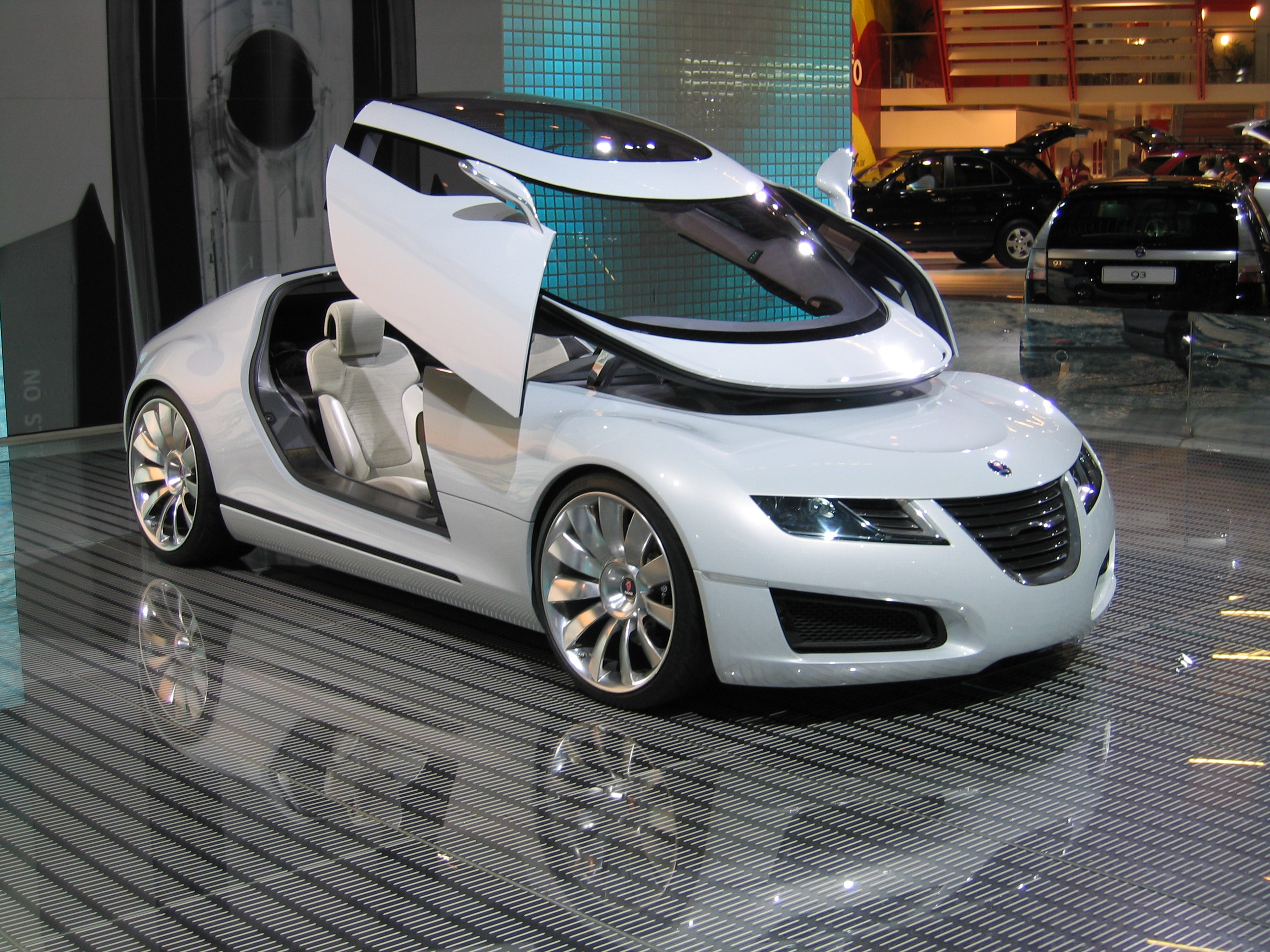
Saab Aero-X

- Saab Concept 9-3 Sport Hatch (2003)
- Saab Aero-X (2006)
- Saab 9-X BioHybrid (2008)
- Saab 9-X Air (2008)
- Saab 9-3 True Electric ZE (2009)
- Saab 9-3 ePower (2010)
- Saab PhoeniX (2011)